# نس دیجیتال
نس دیجیتال (عبری: נס טכנולוגיות‎) شرکت فناوری اطلاعات اسرائیلی است، که در سال ۱۹۹۹ تأسیس شد.